# بوب ستيل (مقدم برامج إذاعية)
بوب ستيل (بالإنجليزية: Bob Steele)‏ هو مقدم برامج إذاعية أمريكي، ولد في 13 يوليو 1911 في كانساس سيتي في الولايات المتحدة، وتوفي في 6 ديسمبر 2002 في هارتفورد في الولايات المتحدة.